# Paul Lyons (Fußballspieler)
Paul Lyons (* 24. Juni 1977 in Leigh) ist ein ehemaliger englischer Fußballspieler.

## Karriere
Lyons war im Rahmen eines Youth Training Scheme ab 1993 im Nachwuchsbereich von Manchester United aktiv und spielte dabei an der Seite von späteren Nationalspielern wie Phil Neville, David Johnson und Phil Mulryne. Im August 1994 unterzeichnete er einen Profivertrag bei Manchester, bis zu seinem Abgang ein Jahr später spielte er aber in der ersten Mannschaft keine Rolle und wirkte auch in den erfolgreichen Finalspielen um den FA Youth Cup 1994/95 nicht mit. Im Juli 1995 kam er für ein Probetraining zum Viertligisten AFC Rochdale und gehörte ab September auf vertragsloser Basis zum Kader, im Frühjahr 1996 kam er zu drei Teileinsätzen in der Liga. 
Im Sommer 1996 erhielt er einen Kurzzeit-Profivertrag, gehörte in der Folge aber nicht mehr zum Spieltagsaufgebot und verließ den Klub im Saisonverlauf. Seine Laufbahn fand bei Radcliffe Borough ihre Fortsetzung, mit denen er am Ende der Saison 1996/97 als Staffelmeister aus der Division One in die Premier Division der Northern Premier League aufstieg. Nach dem direkten Wiederabstieg verließ er im Sommer 1998 Radcliffe und schloss sich dem in der North West Counties League spielenden Klub Bacup Borough an. Mindestens von 2002 bis 2005 spielte er noch im Raum Manchester auf lokaler Ebene für Unsworth.